# Fysiologi og nuklearmedicin
Klinisk fysiologi og nuklearmedicin er et medicinsk speciale inden for diagnostik og funktionsundersøgelser af kroppens organer og væv. Specialet kombinerer billeddannelse, fysiologiske målinger og brug af radioaktive sporstoffer til at undersøge organfunktioner og stofskifte. Det anvendes både til diagnosticering, vurdering af sygdomsudbredelse og behandlingskontrol.
I Danmark er Klinisk fysiologi og nuklearmedicin et selvstændigt speciale under Sundhedsstyrelsen, og speciallæger arbejder ofte på hospitaler i tæt samarbejde med andre lægefaglige specialer såsom kardiologi, onkologi, neurologi og endokrinologi.

## Undersøgelser og metoder
Fagområdet omfatter en lang række avancerede undersøgelser, herunder:
- PET/CT og SPECT/CT-scanninger med radioaktive sporstoffer (f.eks. 18F-FDG, 99mTc)
- Lungefunktionsundersøgelser (f.eks. spirometri og diffusionsmålinger)
- Knoglescanning og perfusionsmålinger
- Myokardiescintigrafi til vurdering af blodgennemstrømning i hjertet
- Nyrefunktionsundersøgelser og GFR-målinger
- Endokrinologiske sporstofundersøgelser (f.eks. thyroideascintigrafi)
- Muskel- og stofskifteundersøgelser[2]

Specialet har en vigtig rolle i den tidlige diagnostik af kræft, hjertesygdomme, neurologiske lidelser samt vurdering af behandlingseffekt.